# Vingarne
Vingarne («Las alas») es una película muda sueca de 1916 dirigida por Mauritz Stiller, más conocido por su película Herr Arnes pengar (El tesoro de Arne) de 1921 y por ser el descubridor de Greta Garbo.
La película está basada en la novela Mikaël de 1902, escrita por Herman Bang, que también fue empleada por Carl Theodor Dreyer para su película Michael de 1924. El argumento relata la historia de una intrigante condesa (interpretada por Lili Bech) que se sitúa entre un escultor homosexual, Claude Zoret (Egil Eide), y su modelo y amante bisexual, Mikaël (Lars Hanson), llevando finalmente a la muerte de Zoret en una fiera tormenta a los pies de la estatua de Mikaël, haciendo referencia al mito de Ícaro.
Es la primera película de temática LGBT de la historia, y destaca por su innovadora, en la época, forma de contar historias dentro de otra y de emplear el uso de flashback para contar el argumento.
La película está perdida en su mayor parte, habiendo sobrevivido únicamente media hora del original de 70 minutos. En 1987 se restauró la película usando imágenes sueltas que se habían conservado y títulos contando la historia para rellenar las partes perdidas.